# Валієв Рінат Ісхакович
Рінат Ісхакович Валієв (рос. Ринат Исхакович Валиев; 11 травня 1995, м. Нижньокамськ, Росія) — російський хокеїст, захисник. Виступає за «Кутенай Айс» у Західній хокейній лізі.  
Вихованець хокейної школи «Нафтохімік» (Нижньокамськ). Виступав за «Барс» (Казань), «Ірбіс» (Казань), «Індіана Айс» (ХЛСШ).
У складі молодіжної збірної Росії учасник чемпіонату світу 2015. 
Досягнення
- Срібний призер молодіжного чемпіонату світу (2015)